# Pycnostachys
Pycnostachys là một chi thực vật có hoa trong họ Hoa môi (Lamiaceae).

## Loài
Chi Pycnostachys gồm các loài: